# Waterloo, Merseyside
Waterloo är en stadsdel i distriktet Sefton i Storbritannien. Den ligger i Merseyside i riksdelen England, i den centrala delen av landet, 290 km nordväst om huvudstaden London. Waterloo ligger 13 meter över havet och antalet invånare är 1 001. Närmaste större samhälle är Liverpool, 7,9 km söder om Waterloo. Waterloo var en civil parish från 1894 till 1974. Civil parish hade 16 997 invånare år 1951.